# Ariramba-castanha
Bico-d'agulha-do-purus, ariramba-castanha ou sovela-vermelha  (nome científico: Galbalcyrhynchus purusianus) é uma espécie de ave galbuliforme.
Pode ser encontrada no Brasil, Bolívia e Peru. Os seus habitats naturais são: florestas de terras baixas úmidas tropicais ou subtropicais.